# Kristian Kühl
Kristian Kühl (* 19. Dezember 1943 in Karlsruhe) ist ein deutscher Jurist und emeritierter Professor für Strafrecht, Strafprozessrecht und Rechtsphilosophie an der Eberhard Karls Universität Tübingen.

## Leben
Kristian Kühl wurde im Dezember 1943 in Karlsruhe geboren und legte 1963 sein Abitur am Melanchthon-Gymnasium in Bretten ab. Dem Wehrdienst folgte 1964 die Aufnahme des Studiums der Rechtswissenschaften in Würzburg, Heidelberg und Berlin. Nach dem Ersten Juristischen Staatsexamen 1968 schloss er ein Studium der Philosophie in Heidelberg an, das er 1973 abschloss. Bereits 1972 wurde Kühl unter Wilhelm Gallas zum Dr. jur. utr. promoviert. Unter Konrad Cramer erwarb er 1983 zudem den Titel des Dr. phil. an der Philosophisch-Historischen Fakultät der Universität Heidelberg.
1981 wurde Kühl von der Universität Bielefeld die venia legendi für Strafrecht, Strafprozessrecht und Rechtsphilosophie erteilt. Seit 1975 hatte er dort bereits als wissenschaftlicher Assistent von Udo Ebert gearbeitet. Diese Tätigkeit beendete er nach Abschluss seiner Habilitation und wechselte als Professor für Strafrecht an die Friedrich-Alexander-Universität Erlangen-Nürnberg. 1984 wechselte er nach Gießen, bevor er 1997 einen Ruf nach Tübingen annahm. Diesen Lehrstuhl hatte er bis zu seiner Emeritierung 2014 inne. Sein Nachfolger wurde Frank Saliger. Kühl ist auch nach seiner Emeritierung noch als Seniorprofessor in Tübingen tätig.
Seine Forschungsschwerpunkte sind Strafrecht Allgemeiner und Besonderer Teil, Strafprozessrecht, Rechtsphilosophie, Europäisches Strafrecht, Pressestrafrecht und Sportstrafrecht. Er erhielt Ehrendoktorate der Universitäten Huánuco (2010) und Athen (2012).

## Schriften (Auswahl)
Besondere Bekanntheit haben das Lehrbuch zum Allgemeinen Teil des Strafrechts und anfangs der zusammen mit Karl Lackner verfasste StGB-Kommentar erlangt. Er ist Gesamtschriftleiter der Zeitschrift für die gesamte Strafrechtswissenschaft.
- Die Beendigung des vorsätzlichen Begehungsdelikts. (= Strafrechtliche Abhandlungen. N.F., Bd. 16). Duncker und Humblot, Berlin 1974, ISBN 3-428-03106-7 (Dissertation, Universität Heidelberg, 1972).
- Unschuldsvermutung, Freispruch und Einstellung. Heymann, Köln 1983, ISBN 3-452-19410-8 (Habilitationsschrift, Universität Bielefeld, 1980/81).
- Eigentumsordnung als Freiheitsordnung: Zur Aktualität der Kantischen Rechts- und Eigentumslehre. (= Praktische Philosophie. Bd. 20). Alber, Freiburg im Breisgau 1984 (Dissertation, Universität Heidelberg, 1982/83).
- Strafrecht – Allgemeiner Teil. Vahlen, München 1994. (8. Auflage. 2017, ISBN 978-3-8006-5344-7)
- (mit Karl Lackner) Strafgesetzbuch mit Erläuterungen. 21. Auflage. Beck, München 1995. (29. Auflage, statt mit Karl Lackner mit Martin Heger: Strafgesetzbuch: Kommentar. 2018, ISBN 978-3-406-70029-3)
- Höchstrichterliche Rechtsprechung zum Besonderen Teil des Strafrechts: 90 Entscheidungen für Studium, Examen und Referendariat mit Fragen und Antworten. Beck, München 2002.
- (Hrsg.): Juristen-Rechtsphilosophie. Kovač, Hamburg 2007, ISBN 978-3-406-49595-3.
- Freiheitliche Rechtsphilosophie. Nomos, Baden-Baden 2008, ISBN 978-3-8329-3479-8.
- (mit Hermann Reichold und Michael Ronellenfitsch) Einführung in die Rechtswissenschaft: Ein Studienbuch. 3. Aufl. Beck, München 2019, ISBN 978-3-406-73832-6.

Neben diesen Monographien hat Kristian Kühl eine Vielzahl von Aufsätzen, Urteilsanmerkungen und Buchbesprechungen verfasst. Ein vollständiges Verzeichnis der bis 2014 erschienenen Schriften von Kühl findet sich in: Heger/Kelker/Schramm (Hrsg.): Festschrift für Kristian Kühl zum 70. Geburtstag, C. H. Beck, München 2014, S. 977–988.